# Konföderation evangelischer Kirchen in Niedersachsen
| Konföderation evangelischer Kirchen in Niedersachsen | Konföderation evangelischer Kirchen in Niedersachsen |
| ---------------------------------------------------- | ---------------------------------------------------- |
|                                                      |                                                      |
| Basisdaten                                           |                                                      |
| Ratsvorsitzender:                                    | Thomas Adomeit, Landesbischof der ELKO               |
| Leitung der Geschäftsstelle:                         | Oberlandeskirchenrätin Kerstin Gäfgen-Track          |
| Gründungsjahr:                                       | 1971                                                 |
| Mitgliedskirchen:                                    | 5                                                    |
| Mitglieder:                                          | 3,1 Millionen (2024)                                 |
| Anschrift:                                           | Rote Reihe 6 30169 Hannover                          |
| Website:                                             | https://www.evangelisch-in-niedersachsen.de/         |

Die Konföderation evangelischer Kirchen in Niedersachsen ist eine Konföderation von fünf evangelischen Landeskirchen auf dem Gebiet des Landes Niedersachsen. Die Geschäftsstelle der Konföderation hat ihren Sitz im Landeskirchenamt Hannover.

## Mitgliedskirchen
Die Konföderation evangelischer Kirchen in Niedersachsen vertritt etwa 3,1 Millionen Gemeindeglieder (Stand: 2024). Ihr gehören folgende Landeskirchen, die alle Gliedkirchen der Evangelischen Kirche in Deutschland (EKD) sind, an:
- Evangelisch-lutherische Landeskirche in Braunschweig
- Evangelisch-lutherische Landeskirche Hannovers
- Evangelisch-Lutherische Kirche in Oldenburg
- Evangelisch-Lutherische Landeskirche Schaumburg-Lippe
- Evangelisch-reformierte Kirche

Braunschweig
Hannover
Oldenburg
Schaumburg-Lippe
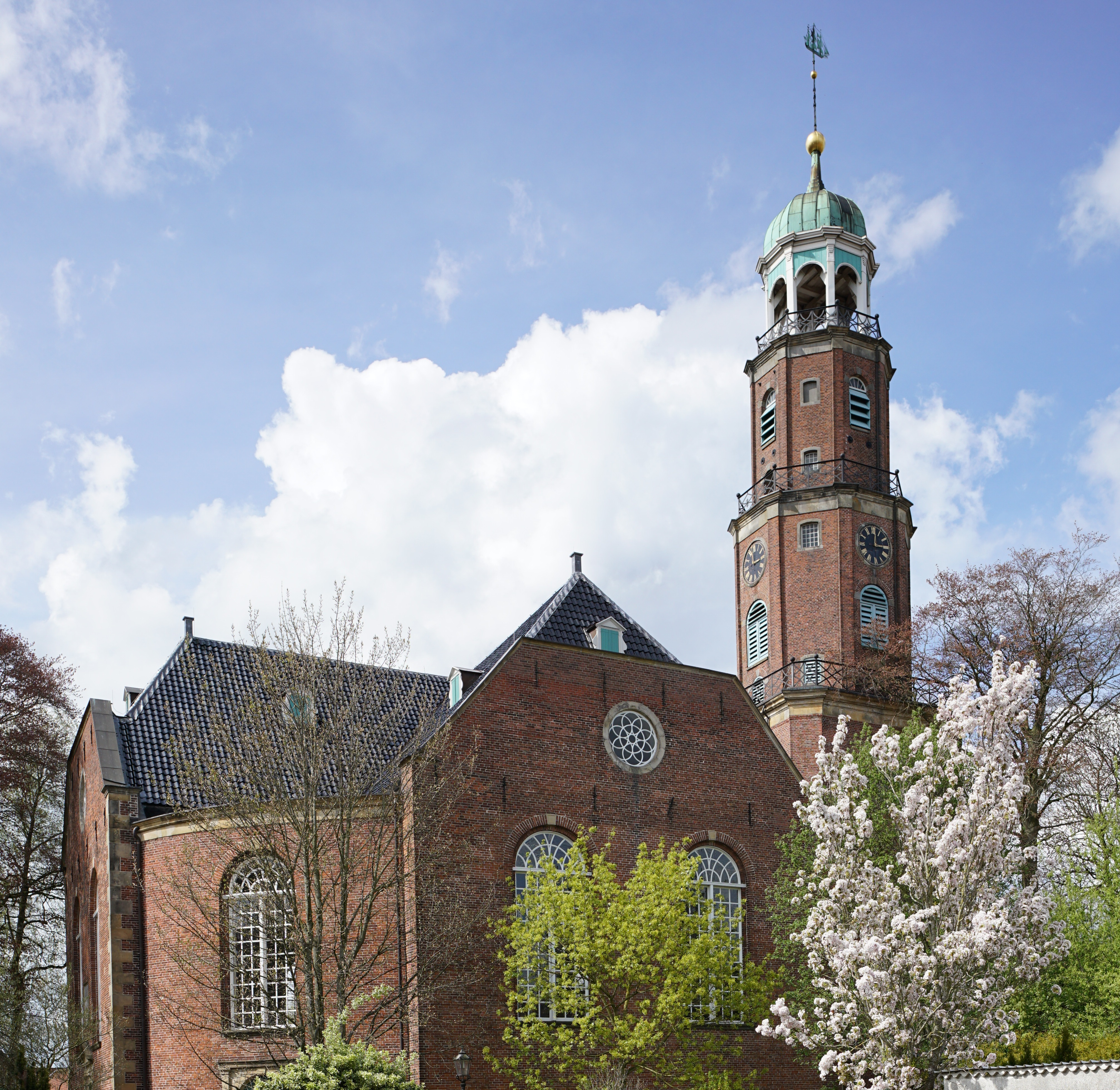
Evangelisch-reformierte Kirche

Das Gebiet erstreckt sich somit über das gesamte Land Niedersachsen. Da zu einigen Landeskirchen, vor allem zur Evangelisch-reformierten Kirche, auch Gemeinden außerhalb von Niedersachsen gehören, erstreckt sich das Gebiet der Konföderation de jure auch auf diese Gemeinden. Das hat in der Praxis keine Bedeutung.

## Geschichte
Die Konföderation wurde 1971 gebildet. Der Anlass  war der Umstand, dass das Land Niedersachsen einen einheitlichen Ansprechpartner in kirchlichen Fragen haben wollte. Im Gegensatz zu anderen deutschen Ländern, wo es meist nur ein bis zwei, gelegentlich drei oder vier Landeskirchen sind, die Anteil am Land haben, gibt es in Niedersachsen fünf Landeskirchen.
Nachdem ein erster Anlauf, die niedersächsischen Kirchen zu fusionieren, 2009 scheiterte, wurden 2011 wieder Gespräche zum Zusammenschluss geführt, die wiederum scheiterten.
Das Katholische Büro Niedersachsen nimmt zum Teil ähnliche Aufgaben für die römisch-katholischen Bistümer in Niedersachsen wahr.

## Aufgaben
Die Konföderation vertritt die gemeinsamen Anliegen der evangelischen Kirchen gegenüber dem Land Niedersachsen und führt insofern den Inhalt des 1955 abgeschlossenen Vertrags der evangelischen Landeskirchen in Niedersachsen mit dem Land Niedersachsen (sog. Loccumer Vertrag) fort.

## Einrichtungen
Die Konföderation ist Träger verschiedener Einrichtungen für alle Mitgliedskirchen, zu ihnen gehören:
- Rechtshof als gemeinsames Verfassungs- und Verwaltungsgericht
- Arbeits- und Dienstrechtliche Kommissionen
- Schiedsstellen und Schlichtungskommissionen
- Prüfungsamt

### Verband evangelischer Publizistik, Kirchenzeitung und Kirchenfunk
Im Verband evangelischer Publizistik Niedersachsen-Bremen gGmbH (VEP) nehmen die Mitgliedskirchen der Konföderation zusammen mit der Bremischen Evangelischen Kirche ihre publizistischen Aufgaben wahr. Der Verband nimmt die Aufgabe des Herausgebers des Evangelischen Pressedienstes in Niedersachsen und Bremen wahr (epd Niedersachsen-Bremen).
Der VEP steht in enger Verbindung zum Evangelischen Kirchenfunk Niedersachsen.
Unter der gemeinsamen Verantwortung der Konföderation stehen zudem der Evangelischen Kirchenfunk Niedersachsen (ekn) gGmBH und die Evangelische Zeitung für die Kirchen in Niedersachsen.

### Einrichtungen im Haus kirchlicher Dienste
Unter Trägerschaft stehen zudem einige Einrichtungen in Niedersachsen die dem Haus kirchlicher Dienste zugeordnet sind.
- Evangelisches Dorfhelferinnenwerk  Niedersachsen
- Evangelische Erwachsenenbildung Niedersachsen
- Kirchlicher Dienst in Polizei und Zoll der Konföderation evangelischer Kirchen in Niedersachsen

Mehrere Landeskirchen beteiligen sich am Verein Begegnung von Christen und Juden Niedersachsen e. V., der dem Haus kirchlicher Dienste angeschlossen ist. Der Kirchliche Entwicklungsdienst (KED) der Landeskirchen Hannover und Braunschweig ist dem HkD angegliedert.
Von 1979 bis 2002 war der Beauftragte für Umweltfragen (Umweltbeauftragter) der Landeskirche Hannovers zugleich Umweltbeauftragter der Konföderation. Angesiedelt war das Amt beim Leiter des Amt für Gemeindedienst (heute: Haus kirchlicher Dienste). Erster Amtsinhaber war Paul Gerhard Jahn (1979–1990), ihm folgten Hans Joachim Schliep (1990–2000) und Dine Fecht (2000–2002).

### Weitere Einrichtungen und Werke
Daneben besteht als gemeinsame Einrichtung mehrerer Mitgliedskirchen das Missionswerk Niedersachsen.
Seit 2016 ist das Pastoralkolleg Niedersachsen in Loccum gemeinsam genutzte Einrichtung mehrerer Kirchen in Niedersachsen, steht aber in Trägerschaft der Landeskirche Hannovers. Auch das Predigerseminar der hannoverschen Landeskirche in Loccum wird aufgrund von Vereinbarungen durch die Mitgliedskirchen der Konföderation mitgenutzt.
Die diakonischen Aufgaben der Mitgliedskirchen übernimmt seit Januar 2014 das gemeinsame Diakonische Werk in Niedersachsen.
Der Verband der kirchlichen Mitarbeiterinnen und Mitarbeiter Hannover ist Verband und Interessenvertretung der kirchlichen Mitarbeiter in der Konföderation evangelischer Kirchen in Niedersachsen.

## Gremien und Geschäftsstelle
Leitendes Gremium der Konföderation ist der Rat der Konföderation, in welchem die leitenden Geistlichen (Bischöfe bzw. Landessuperintendenten) und Beamten aus allen fünf Landeskirchen sitzen. Vorsitzender des „Rates der Konföderation“ ist seit 2021 der Oldenburger Bischof Thomas Adomeit. Von 2012 bis 2021 war Landesbischof Ralf Meister Vorsitzender des Rates. Von 2006 bis 2012 war der Braunschweiger Landesbischof Friedrich Weber Vorsitzender des Rates. Von 1982 bis 1986 war Landesbischof Gerhard Müller Vorsitzender.
Die Verwaltung der Konföderation obliegt der Geschäftsstelle. Ihr steht Kerstin Gäfgen-Track, Oberlandeskirchenrätin der hannoverschen Landeskirche, vor. Gäfgen-Track ist gleichzeitig Beauftragte des Rates beim Niedersächsischen Landtag.
Die Konföderation erfüllt ausschließlich Aufgaben, die ihr von den Landeskirchen zugewiesen werden. Sie vertritt die Interessen der niedersächsischen Landeskirchen gegenüber dem Land Niedersachsen.
Bevollmächtigte und Leiterin der Geschäftsstelle ist seit April 2024 Oberlandeskirchenrätin Kerstin Gäfgen-Track. Sie löste Oberlandeskirchenrätin Andrea Radtke ab, die von 2011 bis 2024 die Leitung innehatte. Von 1988 bis 2011 war Oberlandeskirchenrat Jörg-Holger Behrens Leiter der Geschäftsstelle.

## Ehemalige Gremien
Als „Parlament“ hatte die Konföderation bis 2014 eine Synode mit 48 Synodalen. Diese entschieden über Gesetze und Finanzen der Konföderation. Im Januar 2015 wurden die gesetzgebenden Aufgaben an die Landessynoden zurückgegeben.